# Spilocaea oleaginea
Espèce
Spilocaea oleaginea est une espèce de champignons ascomycètes de la famille des Venturiaceae.
Ce champignon phytopathogène est responsable de la maladie de l'œil de paon chez l'olivier.

## Synonymes
Selon  Catalogue of Life (15 octobre 2014) :
- Cycloconium oleagineum Castagne 1845 ;
- Cycloconium oleagineum var. oleagineum Castagne 1845 ;
- Cycloconium oleagineum var. quercus-ilicis Peglion ;
- Cycloconium quercus-ilicis (Peglion) Arnaud 1925;
- Fusicladium oleagineum (Castagne) Ritschel & U. Braun 2003.